# Sarcophaga czernyi
Sarcophaga czernyi är en tvåvingeart som beskrevs av Bottcher 1912. Sarcophaga czernyi ingår i släktet Sarcophaga och familjen köttflugor.
Artens utbredningsområde är Kroatien. Inga underarter finns listade i Catalogue of Life.